# Charles McBurney (Politiker)

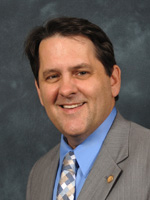
Charles McBurney

Charles W. McBurney Jr. (* 6. Juni 1957 in Orlando, Florida)  ist ein US-amerikanischer Politiker (Republikanische Partei).
McBurney studierte an der University of Florida und erhielt dort 1979 einen Bachelor of Arts, sowie 1982 einen Juris Doctor. Danach wurde er in Jacksonville als Rechtsanwalt tätig.
Im Jahr 2000 kandidierte er erfolglos für einen Sitz im Repräsentantenhaus von Florida. Am 18. September 2007 wurde er bei einer Nachwahl in das Repräsentantenhaus von Florida gewählt. Bei der nächsten regulären Wahl 2008, sowie den darauffolgenden Wahlen 2010 und 2012 erfolgte jeweils seine Wiederwahl.
McBurney ist verheiratet und hat zwei Stieftöchter. Der Politiker William V. Chappell ist sein Stiefvater.